# 韓國流行音樂

2008年后谷歌K-pop搜寻量

韓國流行音樂，通稱K-pop，是指源自韓國的流行音樂類型，韓國流行音乐是全球重要的流行音樂市場。韩国流行音乐是青少年偶像表演的音乐作品，主要關注是女子组合（女团），强调视觉吸引力和表演。 作为一种流行音乐类型，韩国流行音乐的特点是旋律性和文化混合性。出现于20世纪90年代，是一种青年亚文化，韩国音乐家受到包括西方舞曲、当代节奏布鲁斯、嘻哈、摇滚等影响。如今，目前韩国流行音乐的主要制作公司是STARSHIP娛樂、SM娛樂、YG娛樂、JYP娛樂和HYBE娛樂。許多韓國歌手也會創作他國語言的歌曲，並在該國出道。

## 歷史

### K-pop的起源

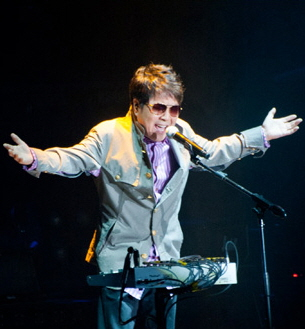
韩国20世纪70－80年代流行歌坛的巨星赵容弼

韩国流行音乐K-pop的起源可以追溯到1885年，由传教士亚篇薛罗带入韩国，通常是基于用韩文歌词演唱的西方民歌旋律。20世纪20年代，混合了韩国传统的狐步舞音乐与西方福音音乐元素的演歌（Trot），被稱為朝鮮半島最早期的流行音樂。1927年，韩国本土作曲家创作了第一首流行歌曲《낙화유수（落花流水）》。

### 西方文化的影响
20世纪50年代，在朝鲜战争结束后，美军驻扎韩国，西方音乐在韩国传播，并逐渐被更多人接受。在披头士、滚石乐队等乐队热潮席卷世界时，1962年，韩国本土第一支真正意义上的摇滚乐队Add4由“韩国摇滚教父”申重鉉组建完成，并在1964年发行了乐队的第一张专辑《雨中的女人》，这也是韩国第一张原创摇滚专辑。20世纪60年代末，受到嬉皮士文化影响，领军人物韩大洙以大胆的表演和独特的演唱风格闻名，年轻的大学生们开始创作民谣歌曲来反映社会现实。
赵容弼是韩国20世纪70－80年代流行歌坛的巨星，在韩国具有“国宝级”地位，享有韩国“国民歌手”之盛名。1972年，赵容弼出道发行了首次专辑《回到釜山港》，销量达到100万张。这在当时人口只有3300万人的韩国是个天文数字:199。80年代，除了赵容弼外，李文世和柳在河的抒情歌曲也很受欢迎。此外，金完宣是韩国80年代末舞蹈歌曲的代表，她的歌曲主要基于当时红遍天下的迈克尔·杰克逊的音乐风格产生，也是首位在韩国售出百万专辑销量的女性歌手:200

### 偶像团体兴起

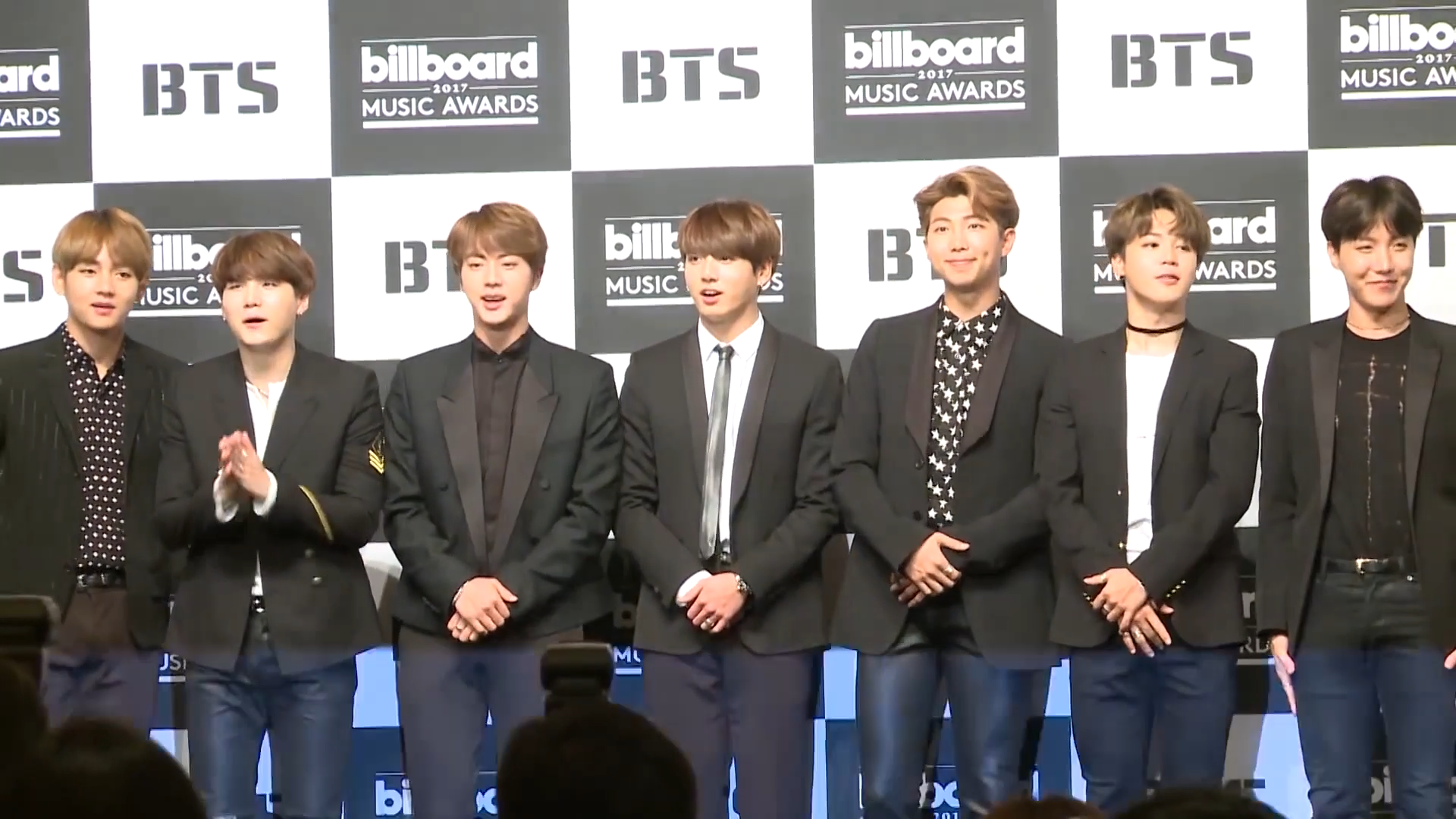
在第24屆美國告示牌音樂獎獲頒最佳社群媒體藝人獎項的防彈少年團

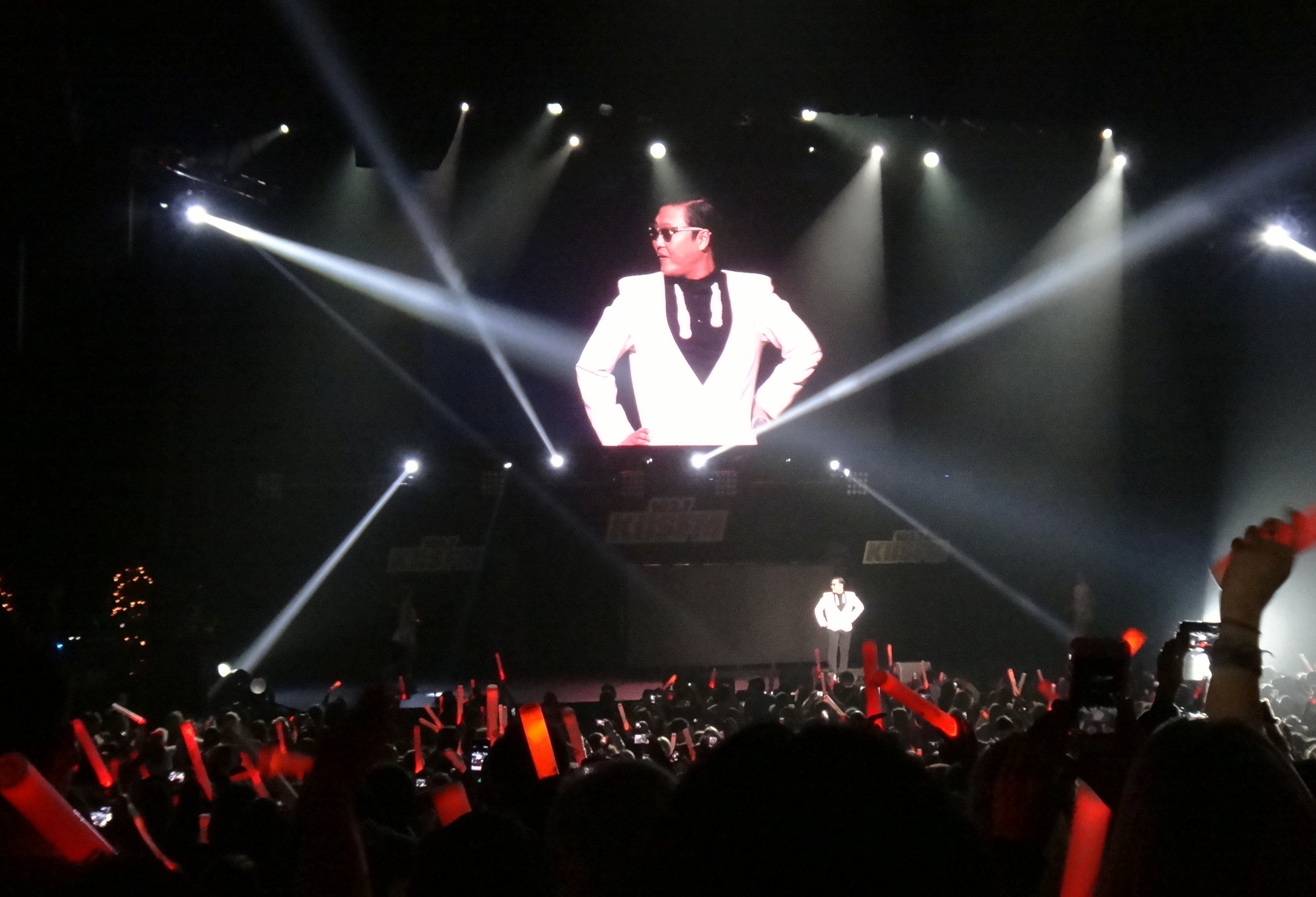
Psy在美国洛杉矶演唱会表演《江南Style》

1992年出道的徐太志和孩子們，首次将Hip-hop、Techno等风格注入韓國流行音樂，成为整個韓國流行音樂的轉折點，并将韩国音乐产业的重心转移到了以青少年为中心的流行音乐上。20世纪90年代后期，韩国娱乐公司开始以练习生模式培养偶像团体，以满足日益增长的青少年观众。1996年，韓國SM娛樂推出的男子偶像团体H.O.T横空出世，以欢快的旋律和充满活力的舞步取得巨大成功，节奏强劲的电子舞曲开始成为韩国流行音乐的主流曲种之一。随着韩流兴起，韓國流行音樂的影响力亦由本土扩展至亚洲周边地区。2002年，BoA成为第一个在日本Oricon公信榜夺得首位的韩国歌手。2005年，东方神起在日本出道，成为在日本发展最为成功的韩国偶像团体之一。少女時代、2NE1、BLACKPINK、Super Junior、BIGBANG、防彈少年團、TWICE等偶像团体为2010年代前后发展的佼佼者。同时，影视原声带（OST）亦成为韩国流行音乐产量稳定的一个分支。

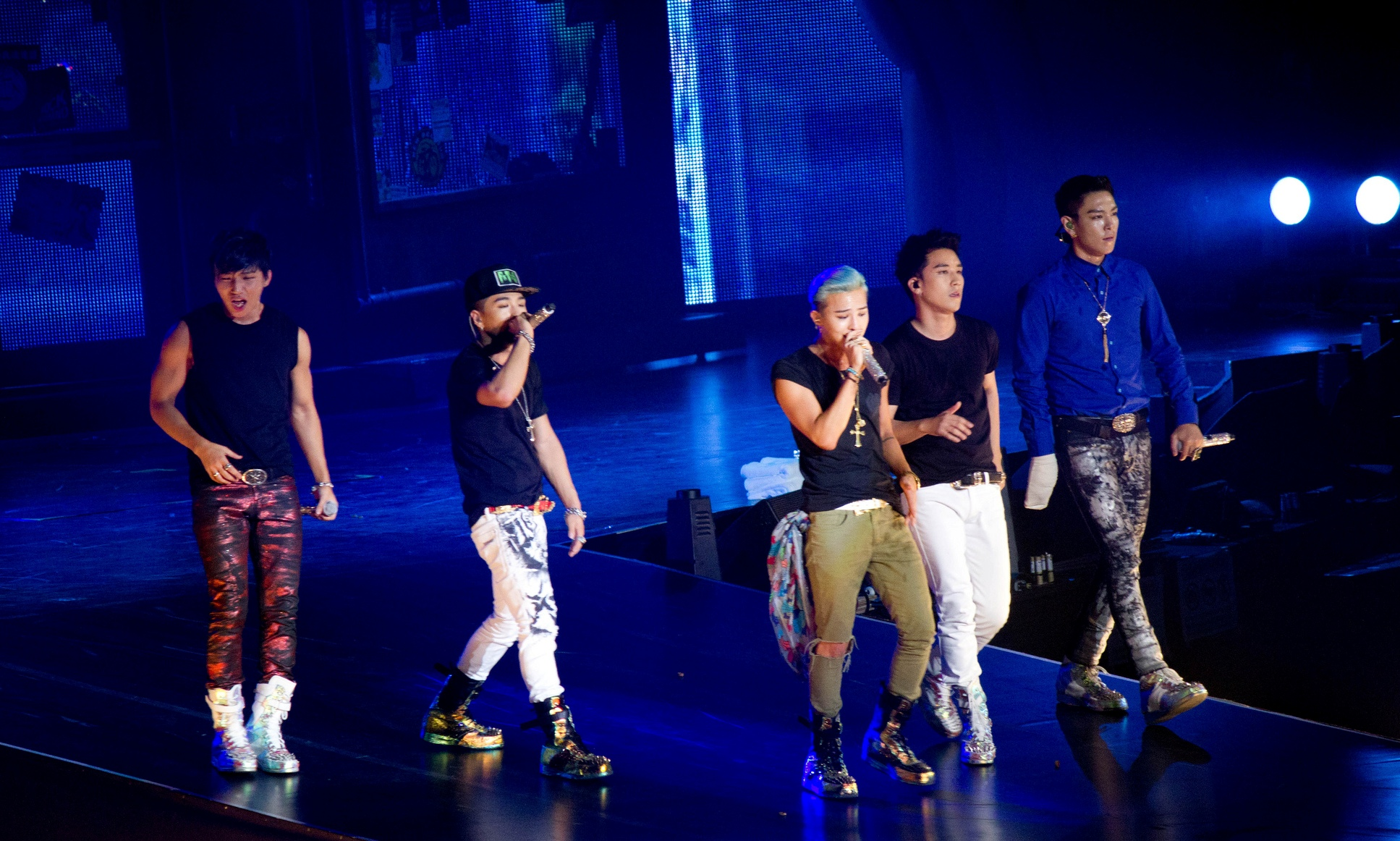
獲得2011年MTV歐洲音樂大獎最佳世界藝人獎(韓國地區)與最佳亞洲與太平洋藝人獎(韓國地區)的BIGBANG，成為首個在MTV歐洲音樂大獎上獲獎的韓國歌手

### 全球化时期
2010年代后，韩国流行音乐通过社交媒体的普及逐漸向世界传播。2012年，韩国歌手PSY的歌曲《江南style》透過網路视频網站YouTube爆紅，在歐美主流樂壇引起震動，於歐美多國流行音樂排行榜位列第一，而且引起了全球性的模仿熱潮。2012年出道的EXO在赢得了中国市场的青睐，使得“韩流”成功席卷中国，为kpop在中国的发展打下基础。2013年出道的防弹少年团（BTS）在本土取得里程碑式成就的同时，也成为首个成功打入欧美音乐市场的韩国偶像团体，以BLACKPINK为代表的女团更经常登上美国主流节目进行新曲舞台表演。2022年5月，欧洲第一个大型K-Pop音乐节"KPop.Flex"于德国法兰克福举行，约有7万名观众参加。

## 練習生制度
在韓國，練習生制度常見於經紀公司培養新一代K-pop男女子組合、樂隊或獨立發展的藝人。經紀公司會對訓練生進行嚴密監管及設有完善的制度為確保旗下藝人或組合能成功發展，通常推出一支新組合需要花費40萬美元以上。練習生生涯一般在兩年至五年不等，甚至更長，期間練習生除了正常學校學習外，亦會到其公司學習歌唱技巧、專業舞蹈、饒舌、詞曲創作訓練以及一系列語言培訓。大部分練習生會從學生時期就開始參加培訓。雖然如此，有些偶像練習生最終改以演員出道，有些歌唱練習生會因新團體或個人出道需要，最終可能以饒舌手出道。